# William S. Harley
William Sylvester Harley, född 29 december 1880 i Milwaukee, Wisconsin, död 18 september 1943 i Milwaukee, Wisconsin, var en amerikansk ingenjör och entreprenör. Tillsammans med Arthur Davidson, William A. Davidson och Walter Davidson grundade han 1903 Harley-Davidson.

## Biografi
Harley var son till William Harley Sr och Mary Smith från Littleport i Cambridgeshire, som emigrerade till USA 1860.
Harley avlade examen i maskinteknik från University of Wisconsin-Madison 1907. Han grundade Harley-Davidson tillsammans med Arthur Davidson 1903 och tjänstgjorde som chefsingenjör fram till sin död 1943. År 1910 gifte han sig med Anna Jachthuber, med vilken han hade två söner och en dotter.
Harley är begravd på Holy Cross Cemetery and Mausoleum i Milwaukee och upptogs 1998 i Motorcycle Hall of Fame. År 2003 avtäcktes en Harley-Davidson-staty i Littleport, Cambridgeshire, för att fira hundraårsminnet av motorcykelfirman. William Harley, far till företagets grundare, var född på Victoria Street i Littleport år 1835.
Eftersom Harley, Arthur Davidson, William A. Davidson och Walter Davidson "använde och trodde på sina produkter och förlitade sig på engagemang av sina anställda för att producera kvalitetsmotorcyklar", blev de fyra männen invalda i Labor Hall of Fame.